# 貿易調節及通商擁護ニ関スル法律
貿易調節及通商擁護ニ関スル法律（ぼうえきちょうせつおよびつうしょうようごにかんするほうりつ、昭和9年4月7日法律第45号）は、かつて存在した日本の法律である。通商擁護法（つうしょうようごほう）とも。

## 概要
日本政府は、外国がとる、またはとろうとする措置に対応して貿易を調節し、または通商を擁護するため、特に必要があると認めるときは勅令が定めるところにより、関税調査委員会の議を経て、期間および物品を指定し、関税定率表別表輸入税表に定める輸入税のほか、その物品の価格と同額以下の輸入税を課し、もしくは輸入税を減免し、または輸出または輸入の禁止もしくは制限をすることができる（1条）。
本法は、昭和九年法律第四十五号（貿易調節及通商擁護ニ関スル件）施行期日ノ件（昭和9年4月30日勅令第117号）によって、1934年（昭和9年）5月1日から施行された。
なお、本法は、朝鮮、台湾及び樺太についても施行されたほか、南洋群島における貿易調節及び通商擁護に関しても、本法の規定によることとされた。
また、本法は、3年間の時限立法として制定されたが、昭和九年法律第四十五号（貿易調節及通商擁護ニ関スル件）中改正法律（昭和11年5月23日法律第1号）によって、3年間延長され、昭和九年法律第四十五号（貿易調節及通商擁護ニ関スル件）中改正法律（昭和15年4月2日法律第87号）によって、さらに3年間延長された。

## 発動の例
1935年（昭和10年）、カナダは、日本に対してダンピング税でほとんど禁止的な制限策をとり、日本の外交交渉を肯んじなかったため、1935年（昭和10年）7月20日、本法に基づき向こう1年限りカナダからの輸入品に従価5割の付加税を課した。この結果、カナダの内閣更迭のためもあるが、翌1936年（昭和11年）1月1日から新協定が成立し、成功的結果を得たとされた。
1936年（昭和11年）5月、オーストラリアは、綿布および人絹布の輸入関税を引き上げるとともに、86品にわたる小品の輸入許可制を実施したため、日本もこれに対抗して1937年（昭和12年）6月、本法を発動し、オーストラリア産羊毛、小麦、小麦粉、屑羊毛、故羊毛に許可制を、そのほか6品に従価5割の付加税を実施した。これは、約半年ののち、同年12月26日、新協定を成立させ、通商関係を正常化するにちからあったとされた。